# أرملة سوداء شاحبة
الأرملة السوداء الشاحبة أو الأرملة البيضاء (الاسم العلمي: Latrodectus pallidus)، عنكبوت تتواجد في شمال أفريقيا، الشرق الأوسط وآسيا الوسطى.